# Réart
Der Réart ist ein Küstenfluss in Frankreich, der im heutigen Département Pyrénées-Orientales in der Region Okzitanien verläuft.

## Verlauf
Der Réart entspringt unter dem Namen Galsérane im Gemeindegebiet von Montauriol, entwässert generell in nordöstlicher Richtung durch die ehemalige historische Provinz des Roussillon und mündet nach rund 36 Kilometern im Gemeindegebiet von Canet-en-Roussillon in den Lagunensee Étang de Canet-Saint-Nazaire und danach ins Mittelmeer.

## Orte am Fluss
(Reihenfolge in Fließrichtung)
- Montauriol
- Fourques
- Villemolaque
- Pollestres
- Saleilles
- Saint-Nazaire

## Hydrologie
Der Réart führt bei normalen Witterungsverhältnissen sehr wenig Wasser an der Oberfläche und kann somit beinahe als Trockenfluss bezeichnet werden.

## Sehenswürdigkeiten
- Das Mündungsgebiet des Réart gehört zum Meeresnaturpark Golfe du Lion (frz.: Parc naturel marin du Golfe du Lion)[3].